# Centre Alliance
Die Centre Alliance (CA) (deutsch: Zentrumsbündnis) ist eine australische Partei der politischen Mitte mit einem Schwerpunkt in South Australia. Ihre Programmatik ist populistisch auf nationale Interessen Australiens ausgerichtet, vor allem in South Australia. Der Vorläufer dieser Partei hieß Nick Xenophon Team (NXT), die sich im Jahr 2017 umbenannte. Das Nick Xenophon Team wurde politisch inhaltlich von ihrem ehemaligen Vorsitzenden Nick Xenophon dominiert.
Der Sitz der Partei liegt im Bundesstaat South Australia und sie wirbt auf ihrer Webseite mit dem Slogan „South Australia always come first“ („South Australia steht immer an erster Stelle“).

## Programmatik
Wirtschaftlich steht Centre Alliance für eine stärkere Förderung der Landwirtschaft, Forst- und Fischereiwirtschaft und national erzeugter Produkte im Fokus. Beim Klimaschutz steht diese Partei für die Ziele des Pariser Abkommens von 2015 ein. Investitionen ausländischer Investoren sollen sich am australischen Wohl orientieren und ab einer Höhe von $ 5 Millionen in ein Register eingetragen werden. Die Besiedlung bevölkerungsschwacher Regionen soll steuerlich begünstigt werden, ferner sollen Einwanderer, die sich in diesen Gebieten niederlassen wollen, ein besonderes Visum erhalten. Kleine Unternehmen, die den Hauptanteil an der Beschäftigungsanzahl in Australien einnehmen, sollen steuerlich begünstigt werden. Unternehmen, die Leistungen wie Elektrizität, Wasser, Gas, Internet und Telefonie (National Broadband Network) anbieten, sollen sich in öffentlichen Händen befinden.
Die Partei will eine Neuorganisation des Australischen Geheimdiensts und damit die vorhandenen unterschiedlichen Organisationen zusammenführen.
In ihrem Programm setzt sich die Centre Alliance für die bessere Integration der Aborigines in die Gesellschaft ein und spricht ihnen allgemein ein Recht auf Land zu.
Gewalt in Familien soll konsequent verfolgt und geahndet werden. In der weitverbreiteten Spielsucht der Australier sieht die Partei eine große Gefahr für das Gemeinwohl und verlangt Alternativen hierzu. Die Centre Alliance setzt sich für Sterbehilfe ein. In Verlautbarungen spricht sich die Centre Alliance für gleichgeschlechtliche Ehen aus, die bereits in Australien Gesetzesrang hat.
Die Zuwanderung nach Australien soll auf insgesamt 27.000 Personen je Jahr begrenzt werden, dabei sollen die Regelungen der UNHCR beachtet werden.

## Parlament
Unter dem Namen Nick Xenophon Team war die Vorgängerpartei im Australischen Senat vertreten durch Nick Xenophon von 2008 bis 2017, Stirling Griff seit 2016, Skye Kakoschke-Moore von 2016 bis 2017 (Rücktritt wegen doppelter Staatsbürgerschaft im Jahr 2017) und Rex Patrick von 2017 bis 2019 (als Nachrücker für Nick Xenophon).
Für die Centre Alliance gewannen Stirling Griff und Rex Patrick (Austritt aus der Partei im August 2020) anlässlich der Parlamentswahl im Mai 2019 je einen Sitz im Australischen Senat. Im Repräsentantenhaus hält Rebekha Sharkie seit 2016 (mit einer Unterbrechung 2018) einen Sitz für die Centre Alliance. Bei der Parlamentswahl 2022 kandidierte Griff nicht mehr, womit die Centre Alliance ihre Repräsentation im Senat verlor. Sharkie konnte ihren Wahlkreis verteidigen, womit die Partei weiter im Repräsentantenhaus vertreten ist.